# Klooster van de Zusters van de Miséricorde (Cadier en Keer)

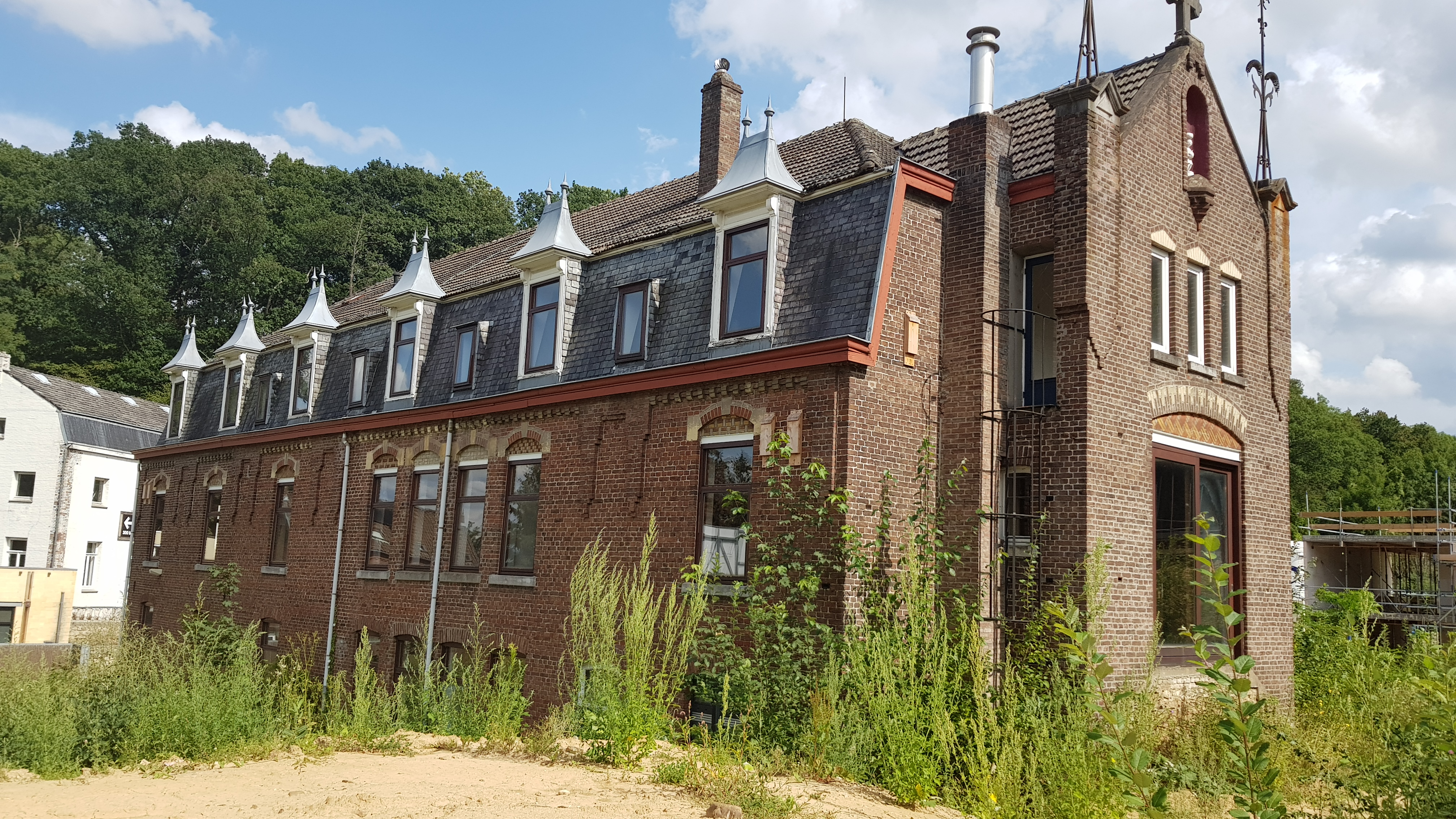
Het voormalige klooster in 2019

Het Klooster van de Zusters van de Miséricorde is een voormalig zustersklooster in de buurtschap Berg in de Zuid-Limburgse plaats Cadier en Keer, gelegen aan de Rijksweg nr. 8.

## Geschiedenis
Tegenover het in 1892 gestichte Missiehuis Cadier en Keer verrees omstreeks 1900 een klooster van de zusters Ursulinen die, evenals de missiepaters, ten gevolge van de antikatholieke seculariseringspolitiek uit Frankrijk waren verdreven. Zij beheerden daar een lagere school en wilden er ook een pensionaat oprichten, dat echter geen bisschoppelijke toestemming kreeg omdat er al genoeg meisjespensionaten in het bisdom aanwezig waren.
Het leegstaande klooster werd in 1902 aangekocht door de Zusters van de Miséricorde, die eveneens uit Frankrijk waren verdreven. In 1903 kwamen de zusters aan en om in hun levensonderhoud te voorzien produceerden ze naai- en borduurwerk. De lagere school kreeg weinig leerlingen, les in naaien en borduren vereiste kennis van de Nederlandse taal, uiteindelijk -in 1908- lukte het een aantal zusters om een onderwijsdiploma te behalen. De lagere school werd echter in 1909 opgeheven wegens gebrek aan leerlingen, aangezien ze ver van het dorp verwijderd was. De school werd daarom verplaatst naar de kern van Cadier en Keer, waar de school tientallen jaren succesvol functioneerde en groeide.
Ook in Berg was sprake van groei. Er kwam een pensionaat en juvenaat (Internaat der Heilige Familie) en er was sprake van intredingen. Enkele vleugels werden aangebouwd. Van 1917-1919 werden gevluchte Franse kinderen opgenomen en ook gezinnen van Belgische vluchtelingen vonden er onderdak. Tijdens de Tweede Wereldoorlog werd nog een vglo-school toegevoegd en in 1946 een mulo-opleiding.
In 1969 werd het schoolbestuur geseculariseerd door de terugloop van het aantal religieuzen. Het kloostertje werd een particuliere woning en de school kreeg een agrarische bestemming. De overgebleven zusters verhuisden naar hun collega's in de nabijgelegen dorpskern.
Van 1968 tot 2006 was hier het Centrum Ontwikkeling der Volkeren gevestigd, opgericht door pater Frans van Lieshout O.M.I. Het centrum ondersteunde ontwikkelingsprojecten in de derde wereld. Daarna verkocht aan Poort van Margraten BV. Anno 2019 wordt het complex herontwikkeld tot woningbouw.